# الإقليم المداري الجديد

الإقليم المداري الجديد

الإقليم المداري الجديد (Neotropical realm) هو واحد من ثمانية أقاليم الجغرافية أحيائية تشكل تشكل سطح الأرض. من الناحية المادية، تشمل المناطق البيئية المدارية للأمريكتين ومنطقة أمريكا الجنوبية المعتدلة بكاملها.